# Lyprauta bezanozano
Lyprauta bezanozano är en tvåvingeart som beskrevs av Loïc Matile 1977. Lyprauta bezanozano ingår i släktet Lyprauta och familjen platthornsmyggor.
Artens utbredningsområde är Madagaskar. Inga underarter finns listade i Catalogue of Life.